# Óra-barlang
Az Óra-barlang a Duna–Ipoly Nemzeti Park területén elhelyezkedő Pilis hegységben, az Oszolyon található egyik barlang. Turista útikalauzokban is be van mutatva.

## Leírás
Csobánka külterületén, az oszolyi Óra-fal alatt, a faltól D-re 15 m-re, közvetlenül az Óra-fal felé vezető ösvény mellett helyezkedik el. Ovális, boltíves bejárata 1,4 m széles és kb. ugyanilyen magas. Az 5,2 m hosszú és 1,5 m mély, gömbfülkesoros barlang lefelé szűkül. Az enyhén lejtő csőszerű járat befelé szűkül, majd egy átbújó után kis üregben ér véget. Felső triász, tömött, fehér, vastagpados dachsteini mészkőben jött létre a valószínűleg hévizes eredetű barlang. Formakincse alapján fosszilis forrásszáj lehet. Falain fosszilis cseppkőlefolyások láthatók. A könnyen, barlangjáró alapfelszerelés nélkül járható barlang megtekintéséhez nem kell engedély.
1974-ben volt először Óra-barlangnak nevezve a barlang az irodalmában. Előfordul irodalmában O.III. (Kordos 1971), Óra barlang (Kordos 1970), Óra-fal sziklánál levő barlang (Kraus 1997) és Órafal sziklánál lévő barlang (Kordos 1970) neveken is.

## Kutatástörténet
Az 1967-ben napvilágot látott Pilis útikalauz című könyvben az jelent meg, hogy az Oszoly Csobánkára néző, Ny-i oldalán, az erdővel körülvett mészkősziklák között több jelentéktelen üreg található. Az 1969. évi Karszt- és Barlangkutatási Tájékoztatóban publikált közlemény szerint 1969 augusztusában a Szpeleológia Barlangkutató Csoport a Kevélyekben szervezett tábor során fix pontokat helyezett el az Oszoly és az Oszoly-oldal 8 kisebb-nagyobb üregében. 1969-ben Wehovszky Erzsébet és Welker Ádám vesztett poligonnal és bányászkompasszal felmérték a barlangot. A felmérés alapján Wehovszky Erzsébet szerkesztett, Kordos László rajzolt 1:100 méretarányban alaprajz térképet keresztmetszettel és kifejtett hossz-szelvény térképet. A felmérés szerint a barlang 5,2 m hosszú és 1,5 m mély.
1970-ben Kordos László és Welker Péter vizsgálták a barlang klímáját Assmann-féle aspirációs pszichrométerrel. A Szpeleológia Barlangkutató Csoport 1970. évi jelentésében részletes leírás található a barlangról és kutatástörténetéről. A jelentésben az olvasható, hogy az Oszoly Óra-falától D-re kb. 15 m-re van az Óra barlang (O.III., Órafal sziklánál lévő barlang) ovális bejárata. A barlang lefelé szűkülő gömbfülkesor. Felső triász, tömött, fehér, vastagpados dachsteini mészkőben jött létre a valószínűleg hévizes eredetű barlang. A száraz barlang alján humusz van. Felszerelés nélkül megtekinthető. 1969-ben Szenthe István, majd 1969–1970-ben a Szpeleológia Barlangkutató Csoport kutatta. A jelentés mellékletébe bekerültek a barlang 1969-ben készült térképei.
Az 1974-ben megjelent Pilis útikalauz című könyvben, a Pilis hegység és a Visegrádi-hegység barlangjainak jegyzékében (19–20. old.) meg van említve, hogy a Pilis hegység és a Visegrádi-hegység barlangjai között vannak az Oszoly barlangjai és az Óra-barlang. A Pilis hegység barlangjait leíró rész szerint a Csobánka felett emelkedő Oszoly sziklái között másféltucat kis barlang van. Ezeket a Szpeleológia Barlangkutató Csoport térképezte fel és kutatta át rendszeresen. E kis barlangok többsége nem nagyon látványos, de meg kell említeni őket, mert a turisták, különösen a sziklamászók által rendszeresen felkeresett Oszoly sziklafalaiban, valamint azok közelében némelyikük kitűnő bivakolási lehetőséget nyújt. Az oszolyi Óra-szikla falától 15 m-re D-re lévő ovális bejáraton keresztül lehet bejutni az Óra-barlang feltehetően hévizes eredetű, lefelé szűkülő, 5 m hosszú gömbfülkesorába.

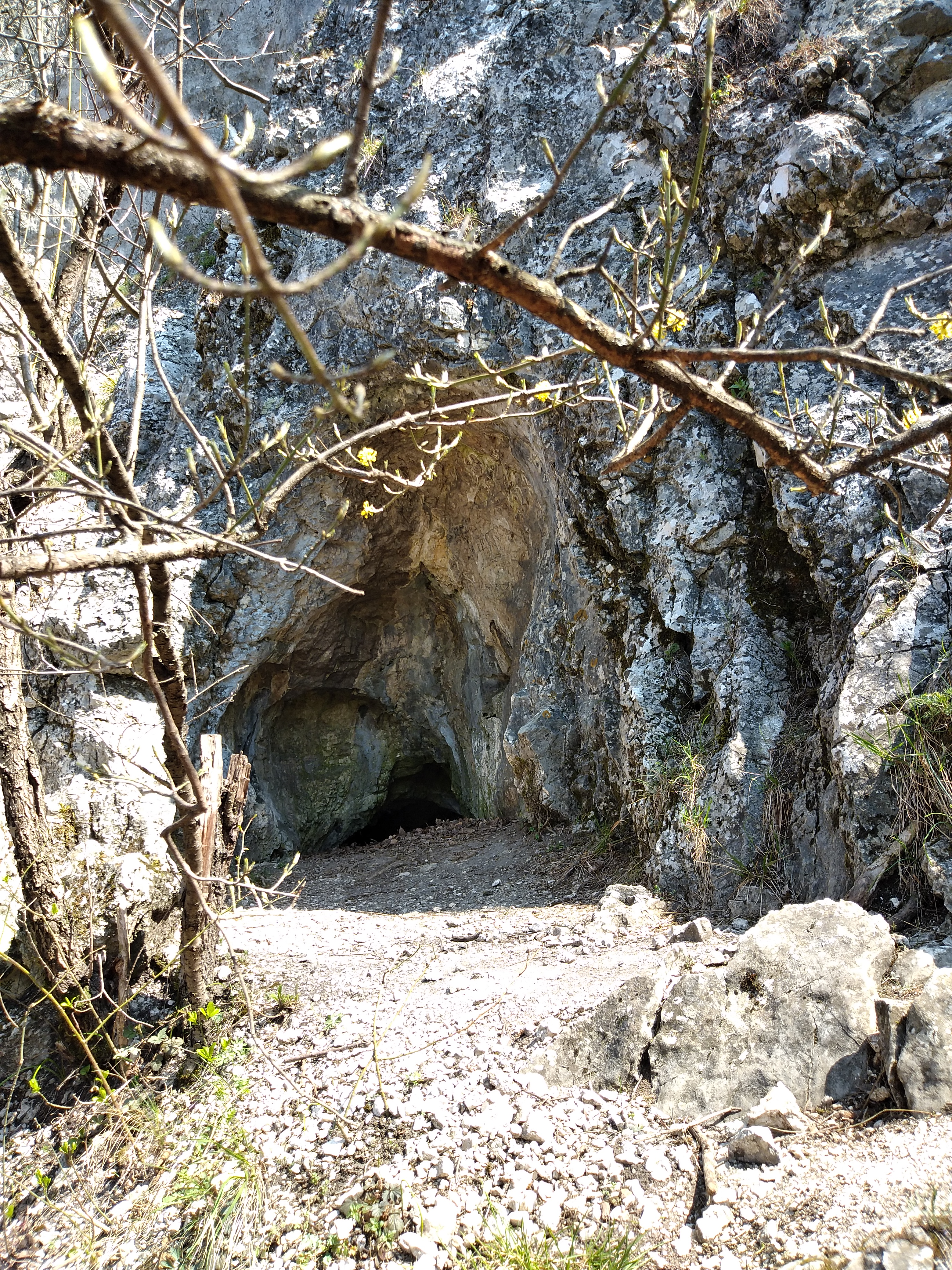
Az Óra-barlang

Az 1975. évi MKBT Beszámolóban publikálva lett az 1970. évi jelentés barlangra vonatkozó része a jelentés mellékletében lévő térképekkel együtt. A kiadványban van egy helyszínrajz, amelyen a Csúcs-hegy és az Oszoly barlangjainak földrajzi elhelyezkedése látható. A rajzon megfigyelhető az Óra-barlang földrajzi elhelyezkedése.
A Bertalan Károly által írt és 1976-ban befejezett kéziratban az olvasható, hogy a Pilis hegységben, a Kevély-csoportban, Pomázon helyezkedik el az Óra-barlang. Az oszolyi Óra-faltól D-re kb. 15 m-re található az ovális bejárata. Az 5,2 m hosszú és 1,5 m mély barlang egy lefelé szűkülő gömbfülkesor. A kézirat barlangra vonatkozó része 2 irodalmi mű alapján lett írva. Az 1981. évi Karszt és Barlang 1–2. félévi számában nyilvánosságra lett hozva, hogy az Óra-barlangnak 4820/22. a barlangkataszteri száma. Az 1984-ben napvilágot látott Magyarország barlangjai című könyv országos barlanglistájában szerepel a Pilis hegység barlangjai között a barlang Óra-barlang néven. A listához kapcsolódóan látható a Dunazug-hegység barlangjainak földrajzi elhelyezkedését bemutató 1:500 000-es méretarányú térképen a barlang földrajzi elhelyezkedése.
Az 1991-ben megjelent útikalauzban meg van ismételve az 1974-es útikalauzban lévő barlangismertetés és az Oszoly barlangjainak általános ismertetése. A Kárpát József által írt 1991-es összeállításban meg van említve, hogy az Óra-barlang (Csobánka) 5 m hosszú és 2 m mély. Az 1996. évi barlangnapi túrakalauzban meg van ismételve az 1991-ben kiadott útikalauzban található leírás, amely az Oszoly barlangjait általánosan ismerteti. 1997. június 6-án Kárpát József 1990-es oszolyi áttekintő térképe alapján Kraus Sándor rajzolt helyszínrajzot, amelyen az oszolyi sziklacsoportok D-i részén lévő barlangok földrajzi elhelyezkedése van ábrázolva. A rajzon megfigyelhető az Óra-barlang földrajzi helyzete. Kraus Sándor 1997. évi beszámolójában az olvasható, hogy az 1997 előtt is ismert Óra-barlangnak (Óra-fal sziklánál levő barlang) volt már térképe 1997 előtt. A jelentésbe bekerült az 1997-es helyszínrajz. A 2005-ben megjelent Magyar hegyisport és turista enciklopédia című könyvben meg van említve, hogy az Oszoly erdejében elszórtan sziklatömbök és kis barlangnyílások váltogatják egymást.

## További irodalom
- Szenthe István: Karsztjelenségek és képződményeik fejlődéstörténete a Nagy-Kevély környékén. Egyetemi szakdolgozat. Kézirat. Budapest, 1969.